# Bogdo-Baskuntschak-Naturreservat

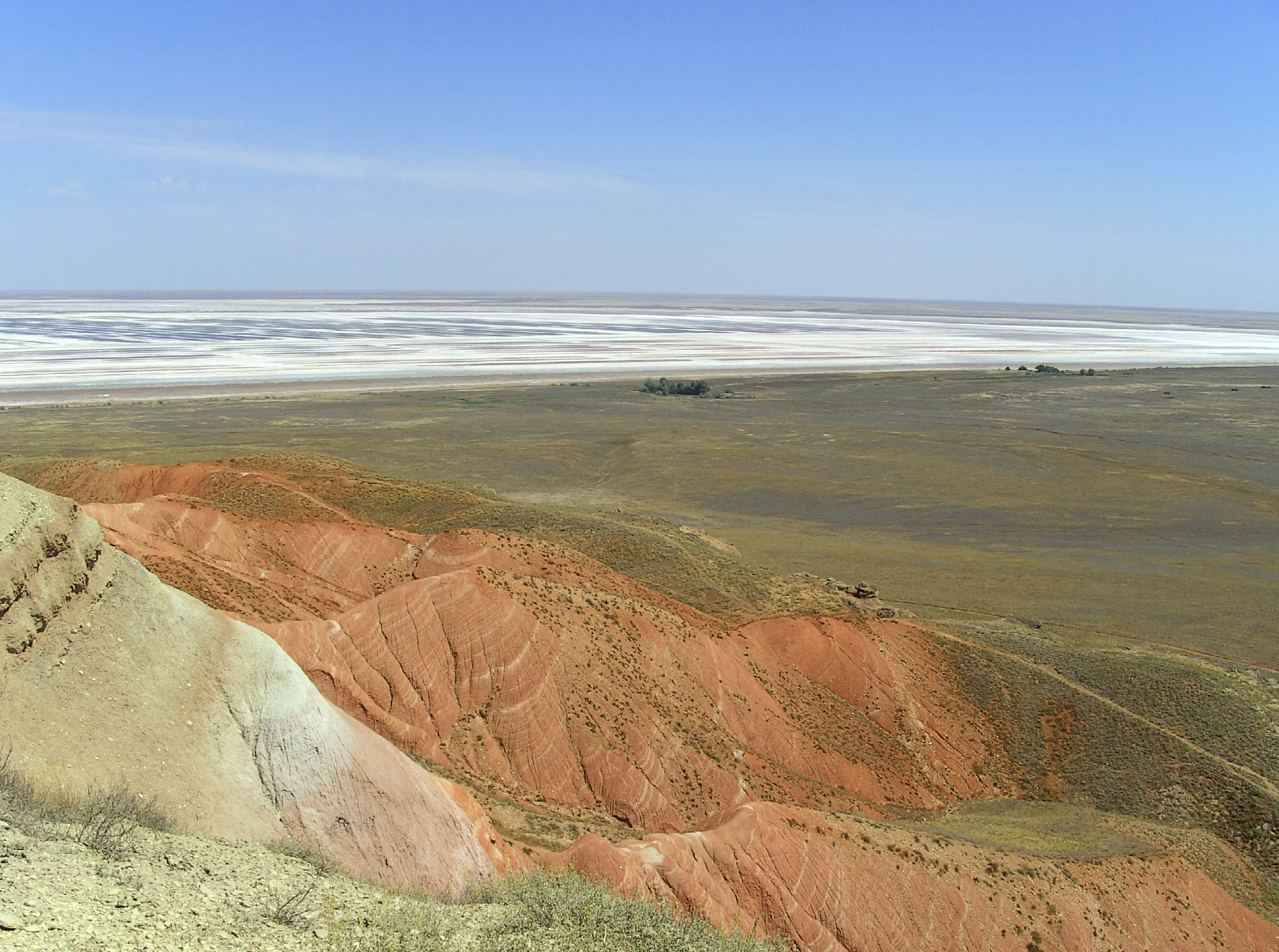
Blick vom Bolschoje Bogdo auf den Baskuntschak-See

Das Bogdo-Baskuntschak-Naturreservat (russisch Богдинско-Баскунчакский заповедник, Bogdinsko-Baskuntschakski sapowednik) ist ein Schutzgebiet in der Nähe des Baskuntschak-Sees im südwestlichen Russland an der Grenze zu Kasachstan. Das Reservat umfasst 185 Quadratkilometer Halbwüsten und Trockensteppengebiete. Ein charakteristisches Landschaftsmerkmal ist neben dem See, der den größten Salzsee Russlands darstellt, der etwa 200 m hohe Berg Bolschoje Bogdo.

## Erweiterung zum UNESCO-Biosphärenreservat
Nahe der Grenze zu Kasachstan liegt im Nordosten der Region Astrachan seit 2021 das neue UNESCO-Biosphärenreservat des Bogdo Gebirges. Das Schutzgebiet erstreckt sich über 600 Quadratkilometer und schließt das Bogdo-Baskuntschak-Naturreservat und den Baskuntschak-See sowie Halbwüstenareale mit ein. Die Kernzone des Reservates umfasst etwa 68 Quadratkilometer, während die Pufferzone ca. 127 Quadratkilometer umfasst. Das Gebiet wird von mehreren Vogelzugrouten durchquert, die im Rahmen der Ramsar-Konvention geschützt sind. Neben ca. 230 Vogelarten wie Jungfernkranichen, Steppenadlern oder Steinadlern, besiedeln unter anderem zahlreiche, zum Teil seltene Reptilien, Insekten und Spinnentiere das Schutzgebiet.

## Vertretene Tierarten

### Vögel

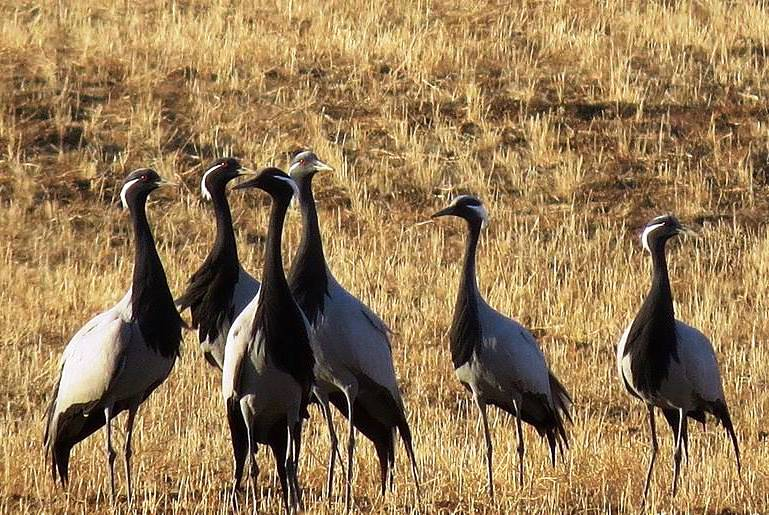
Jungfernkraniche

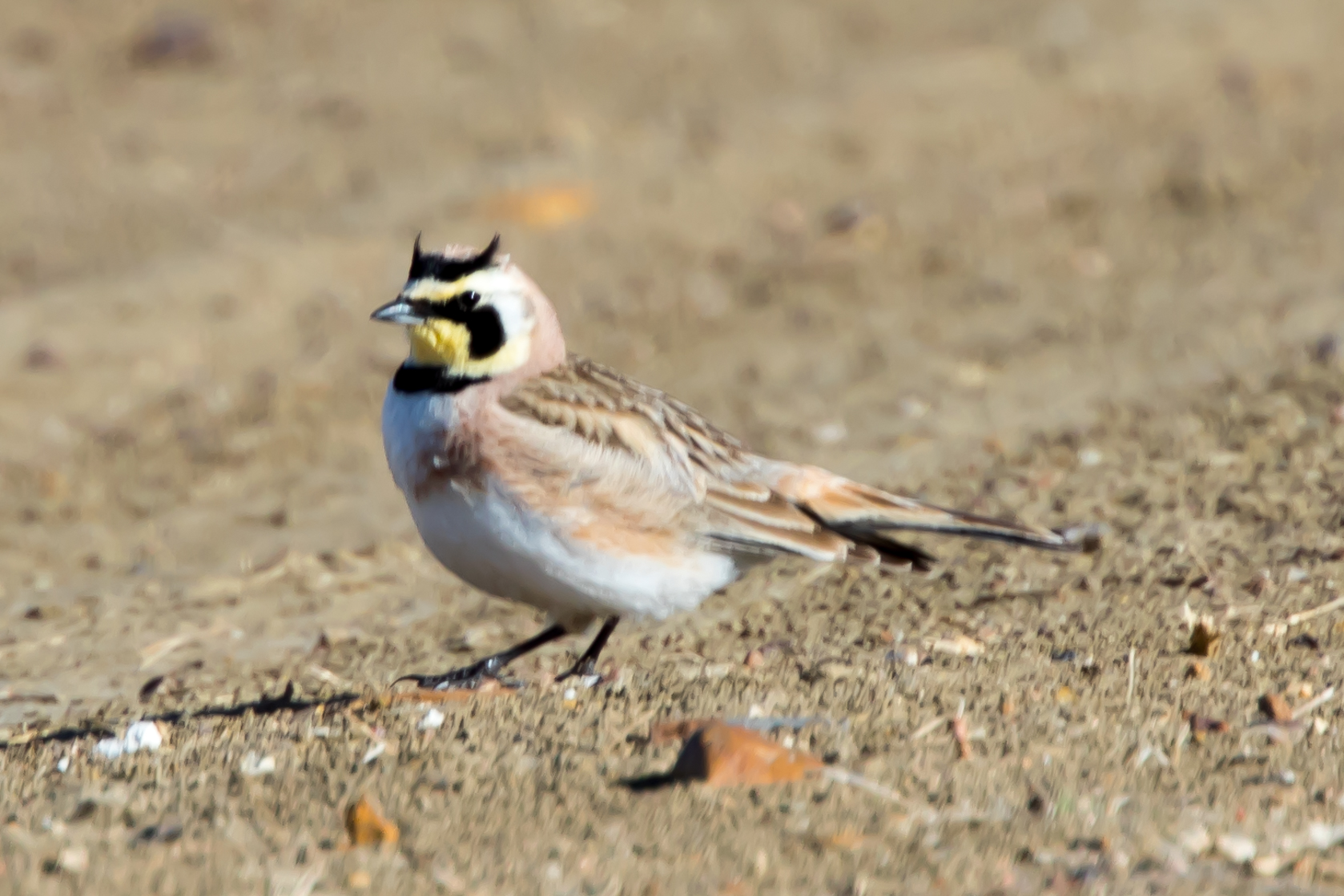
Eine Ohrenlerche mit ihren arttypischen Federbüscheln

Zur Vogelwelt zählen, neben Steppen- und Steinadlern zahlreiche weitere Raubvögel, einschließlich Savannenadlern (Aquila rapax) und Seeadlern (Haliaeetus albicilla), sowie Turmfalken (Falco tinnunculus), Sakerfalken (Falco cherrug), Baumfalken (Falco subbuteo) und Rotfußfalken (Falco vespertinus). In den weniger kargen Regionen sind neben der Waldohreule (Asio otus) auch diverse Spechte, wie der Buntspecht (Dendrocopos major), der Kleinspecht (Dryobates minor) und der Grauspecht (Picus canus) im Schutzgebiet heimisch.
Weitere seltene Vogelarten sind Wasservögel wie der Stelzenläufer (Himantopus himantopus) und der Säbelschnäbler (Recurvirostra avosetta), aber auch an Hitze und Trockenheit gewöhnte Arten, wie der Triel (Burhinus oedicnemus). Außerdem gibt es zahlreiche Vögel, die sich nur vorübergehend in der Region aufhalten. Die Jungfernkraniche (Anthropoides virgo) treffen jeden Frühling ein, um an ihren angestammten Nistplätzen zu brüten und ihre Jungen aufzuziehen, bevor sie am Ende des Sommers in ihre Winterquartiere aufbrechen.
Weitere Vogelarten sind:
- diverse Steinschmätzer (Oenanthe)
- Mehrere Arten der Gattungen Calandrella und Melanocorypha,
aus der Familie der Lerchen (Alaudidae)
- Haubenlerchen (Galerida cristata)
- Ohrenlerchen (Eremophila alpestris)
- Feldlerchen (Alauda arvensis)
- Rebhühner (Perdix perdix)
- Ziegenmelker (Caprimulgus europaeus)
- Brachpieper (Anthus campestris)
- mehrere Lappentaucher (Podicipediformes)
- Gänsesäger (Mergus merganser)
- Zwergsäger (Mergellus albellus)
- Rostgänse (Tadorna ferruginea)
- Kolbenente (Netta rufina)
- Stockente (Anas platyrhynchos)
- Schellente (Bucephala clangula)

### Säugetiere

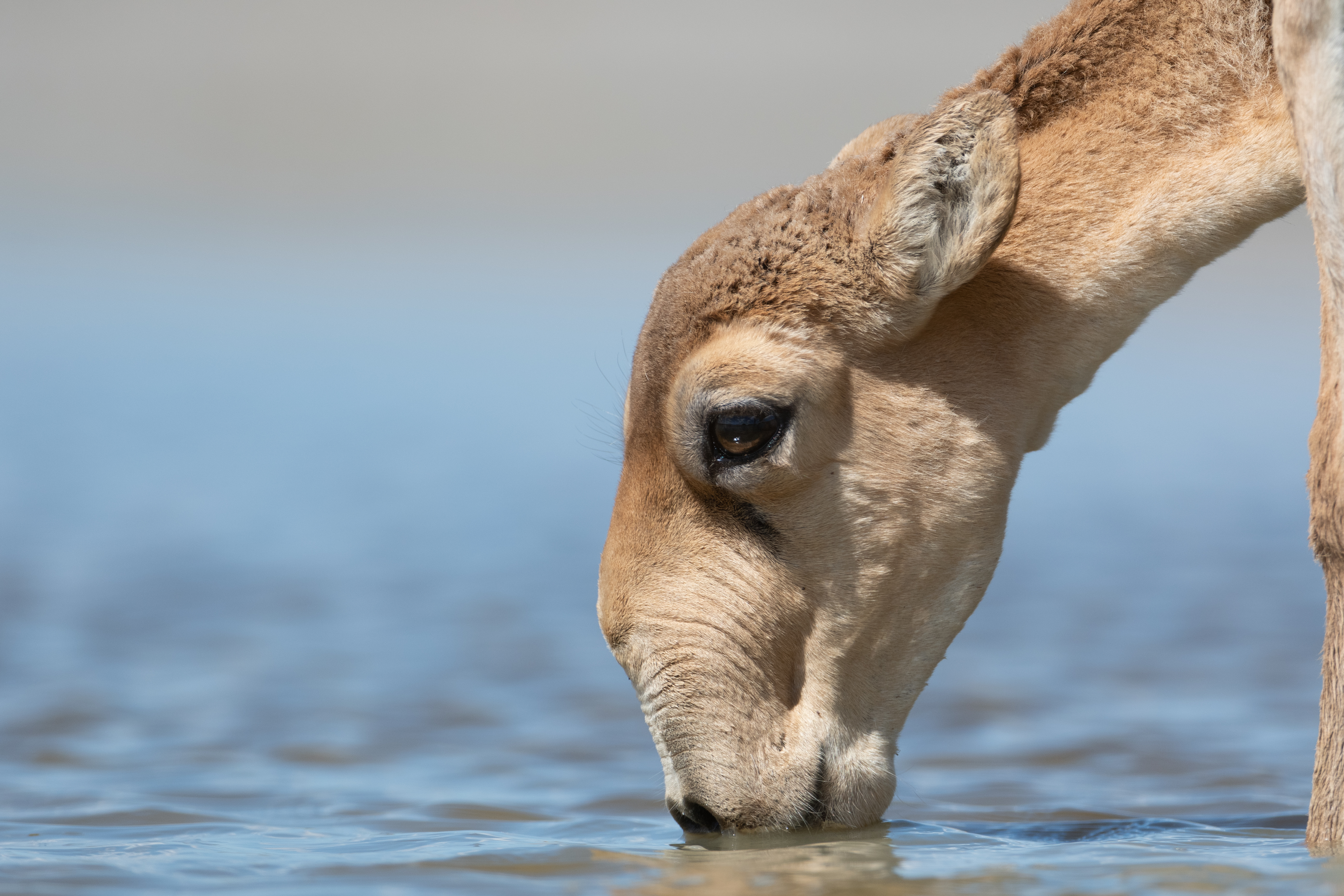
Saiga-Antilope an einem Wasserloch

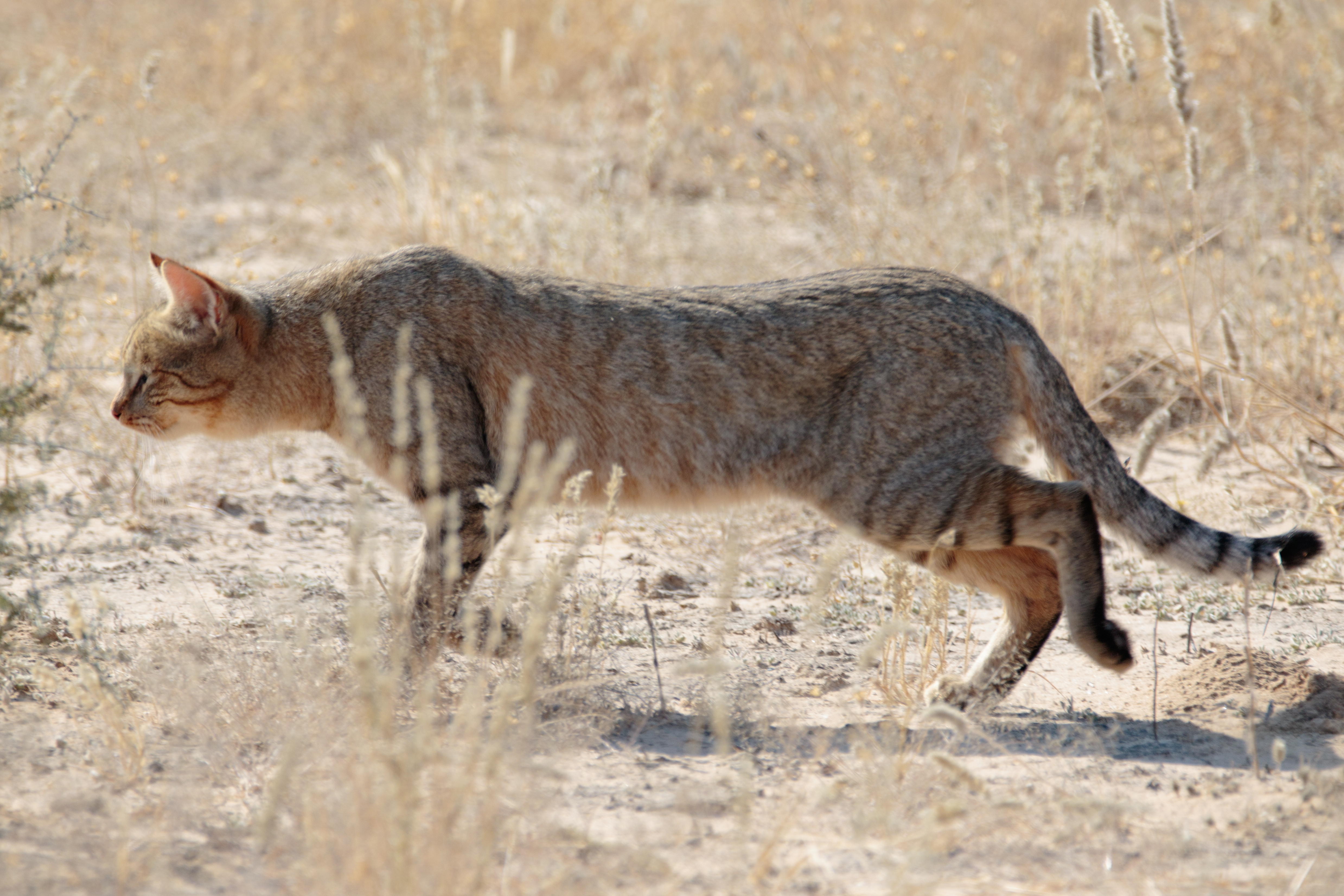
Eine Falbkatze auf der Prisch

Auf ihren Wanderungen durchziehen große Herden von Saiga-Antilopen (Saiga tatarica) das Schutzgebiet und werden dabei von Wölfen (Canis lupus) bejagt. Es wurden jedoch auch schon vereinzelte Elche (Alces alces) und Rehe (Capreolus capreolus) gesichtet, die wahrscheinlich vom nahe gelegenen Wolgadelta aus in das Biosphärenreservat gelangt sind.
Zu den Tierarten, die auf Beutetiere angewiesen sind, zählen der gefährdete Tigeriltis (Vormela peregusna), der Steppeniltis (Mustela eversmannii), das Hermelin (Mustela erminea) und das Mauswiesel (Mustela nivalis), sowie Rotfüchse (Vulpes vulpes), Steppenfüchse (Vulpes corsac) und Goldschakale (Canis aureus).
Außerdem gibt es auch noch Afrikanische Wildkatzen bzw. Falbkatzen (Felis lybica).
Aufgrund des Steppenklimas sind die hier heimischen Tiere an Hitze sowie hohe Temperaturschwankungen angepasst. Einige der Spezies, die Raubvögeln und Raubtieren als Beutetiere dienen sind diverse Zieselarten, sowie:
- Tamarisken-Rennratte (Meriones tamariscinus)
- Mittagsrennratte (Meriones meridianus)
- Großer Pferdespringer (Allactaga major)
- Kleiner Pferdespringer (Allactaga elater)
- Raufuß-Springmaus (Dipus sagitta)
- Feldhamster (Cricetus cricetus)
- Eversmann-Zwerghamster (Allocricetulus eversmanni)
- Graue Zwerghamster (Cricetulus migratorius)
- Langohrigel (Erinaceus auritus)

Es gibt auch mehrere Fledermausarten, unter ihnen diverse Abendsegler (Nyctalus) und die Asiatische Zweifarbfledermaus (Vespertilio sinensis), die in den zahlreichen Höhlen leben, welche sich im Schutzgebiet befinden.

### Reptilien

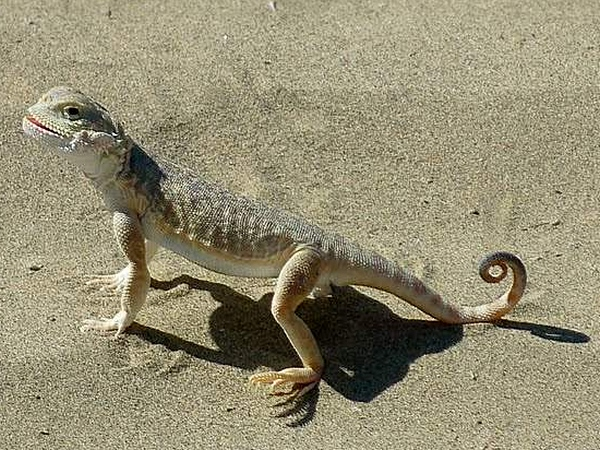
Der Gefleckte Krötenkopf liebt hohe Temperaturen.

Die trockene Halbwüste, am Bolschoje Bogdo und rund um den Baskunchak-See dient als Rückzugsort zahlreicher Reptilien, wobei nicht zu allen vorhandenen Arten ausreichend Informationen vorliegen. Zu den vertretenen Reptilien und Schlangen zählen folgende Arten:
- der Kaspische Geradfingergecko (Alsophylax pipiens)
- der Gefleckte Krötenkopf (Phrynocephalus guttatus), aus der Familie der Agamen
- der Steppenrenner (Eremias arguta), aus der Gattung der Wüstenrenner
- der Schnelle Wüstenrenner (Eremias velox), ebenfalls ein Wüstenrenner
- Schlangen, wie diverse Dreieckskopfottern (Agkistrodon)
- Ringelnattern (Natrix natrix)
- Vierstreifennattern (Elaphe quatuorlineata)
- Pfeilnattern (Dolichophis jugularis)

## Pflanzen

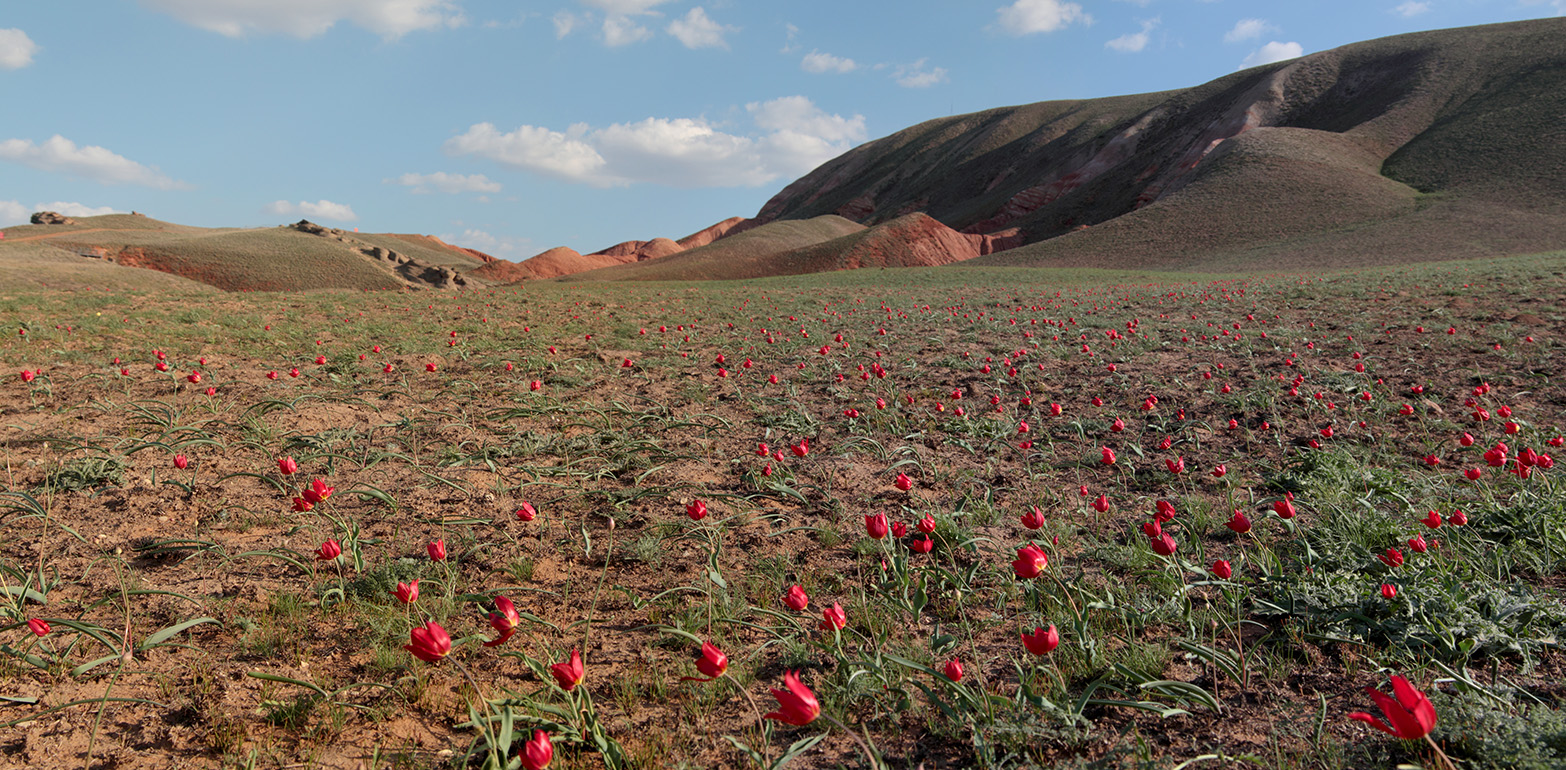
Tulpenblüte im Biosphärenreservat

Das Bogdo-Baskuntschak-Naturreservat zeichnet sich durch große Temperaturschwankungen, Hitze und lang anhaltende Trockenheit aus, dennoch sind mindestens 323 unterschiedliche Gefäßpflanzen, darunter 50 Baum- und Buscharten, sowie sehr viele, unterschiedliche Gräser, im Schutzgebiet ansässig. Einige Pflanzen sind an die Nähe zu Wasserquellen gebunden, andere haben sich an das salzige Wasser des Sees angepasst.
Mindestens zehn der Pflanzenarten sind selten und werden in der Natur als gefährdet eingestuft.

### Einige typisch Pflanzenarten
Zu den vertretenen Pflanzenarten zählen unter anderem:
- diverse Süßgräser (Pooideae), wie Festuca und das Zwiebel-Rispengras (Poa bulbosa),
- Federgräser (Stipa)
- Fingerkräuter (Potentilla), aus der Familie der Rosengewächse
- Thymiane (Thymus), aus der Familie der Lippenblütengewächse
- Salbeigewächse (Salvia), ebenfalls Lippenblütler
- der Feld-Beifuß (Artemisia campestris)
- Salicornia perbacea, eine in Salzwasser heimische Queller-Art (Salicornia)
- Halocnemum strobilaceum, ein salzwassertolerantes Fuchsschwanzgewächs (Halocnemum)

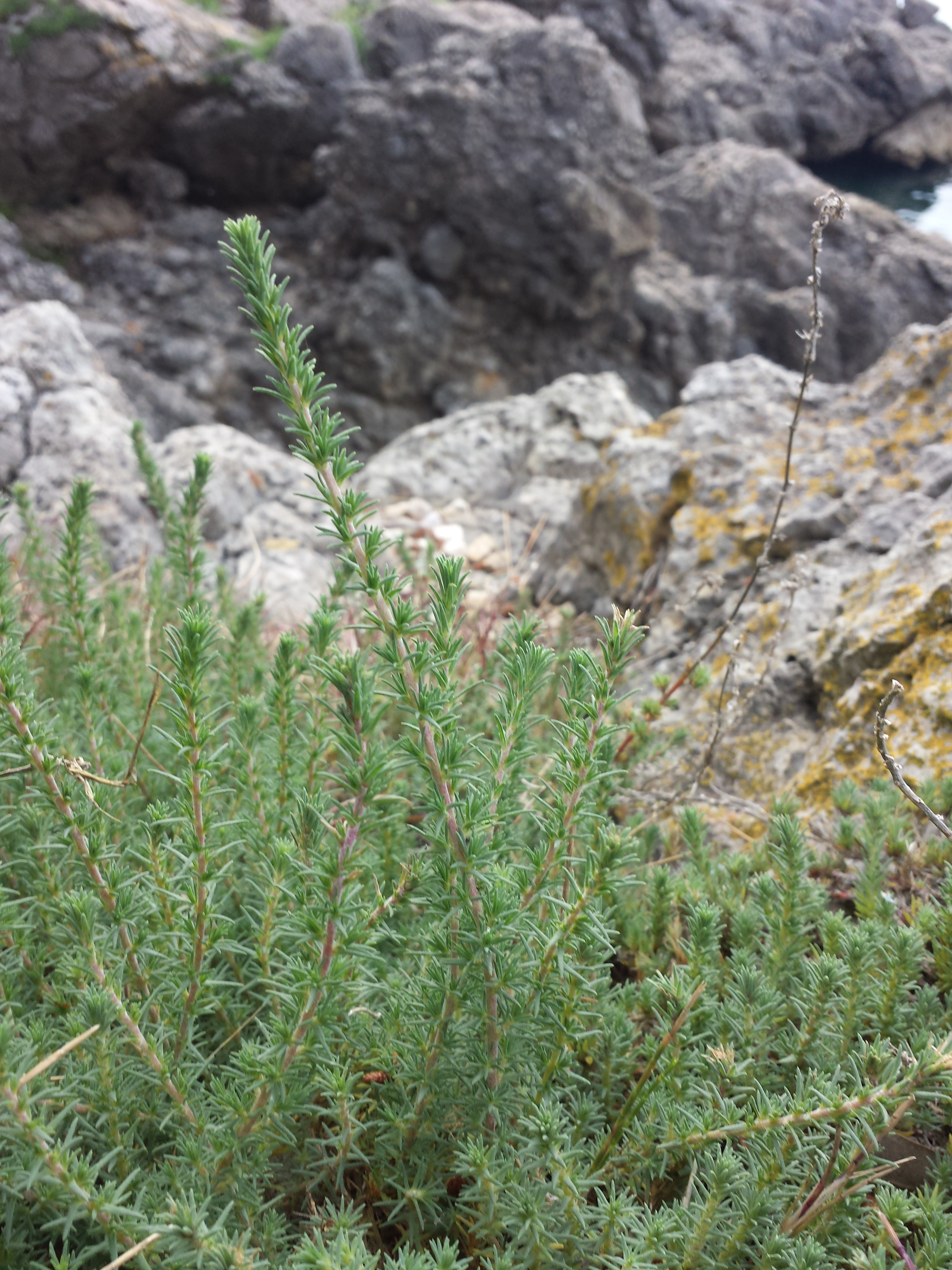
Camphorosma monspeliaca ist ein salztoleranter Vertreter der Camphorosmeae

- Schilfrohr (Phragmites australis)
- Kriech-Quecken (Elymus repens)
- Sumpfbinsen (Eleocharis)

### Seltene bzw. gefährdete Pflanzenarten

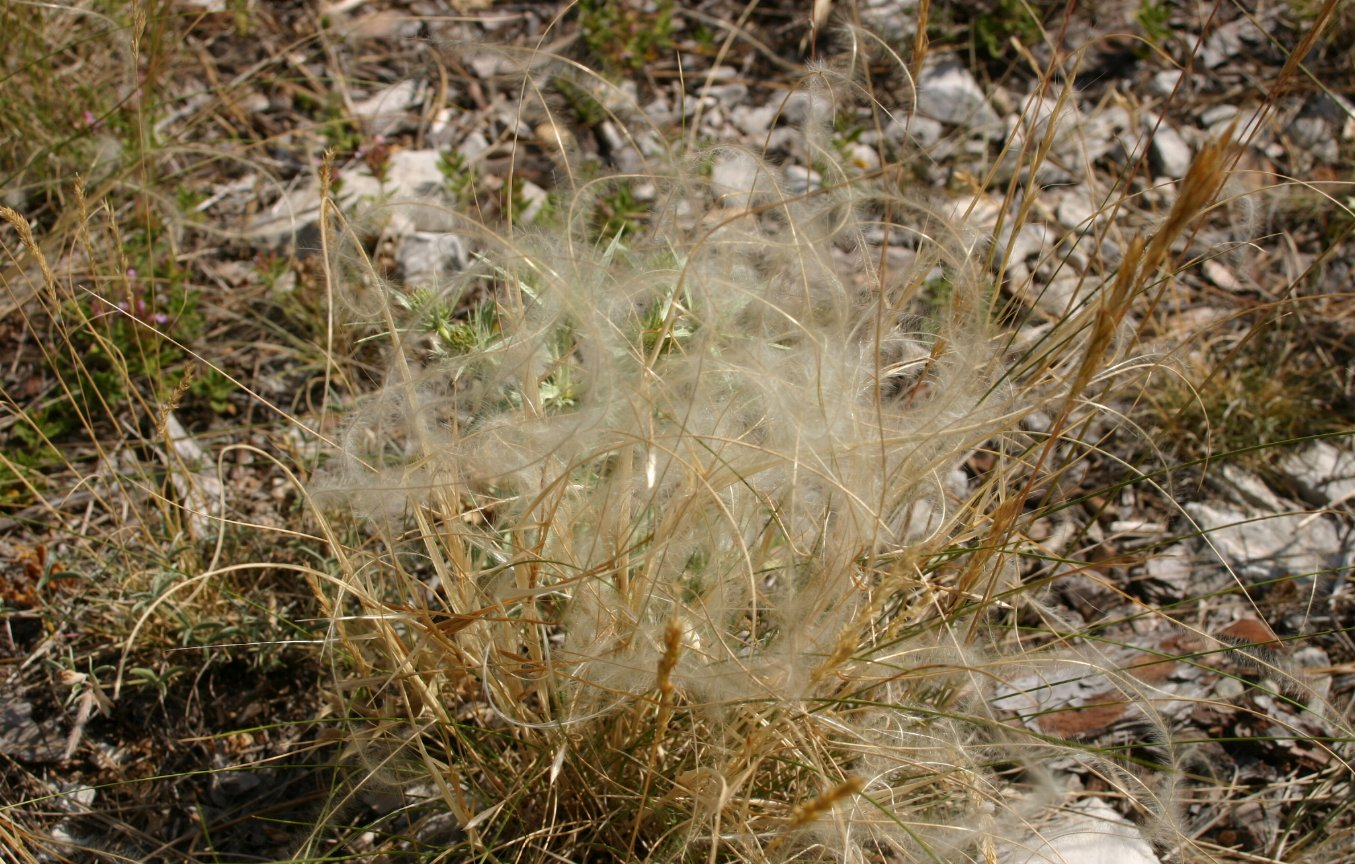
Das Echte Federgras Stipa pennata

Zu den Arten, die selten und/oder gefährdet sind, zählen:
- Garten-Tulpe (Tulipa gesneriana)
- Bieberstein Tulpe (Tulipa biebersteiniana)
- Agropyron desertorum aus der Gattung der Kammquecken (Agropyron)
- Anabasis salsa aus der Gattung der Melden (Atriplex), ein Fuchsschwanzgewächs
- Atriplex cana aus der Gattung Anabasis, ein Fuchsschwanzgewächs
- Artemisia lerchiana, A. salsoloides, A. semiarida und A. taurica  aus der Gattung Artemisia
- Asparagus brachyphyllus aus der Gattung der Spargelgewächse (Asparagaceae)
- Camphorosma monspeliaca aus dem Tribus Camphorosmeae (Fam. Camphorosmoideae)
- Delphinium puniceum aus der Gattung der Rittersporne (Delphinium)
- Glycyrrhiza korshinskyi aus der Gattung der Süßhölzer (Glycyrrhiza)
- das Echte Federgras (Stipa pennata)
- Thymus cimicinus aus der Gattung der Thymiane (Thymus)
- Silene helmanii aus der Gattung der Leimkräuter (Silene)
- Zerbrechlicher Blasenfarn (Cystopteris fragilis), ein hier sehr seltener Vertreter der Wimperfarngewächse (Woodsiaceae)

## Galerie

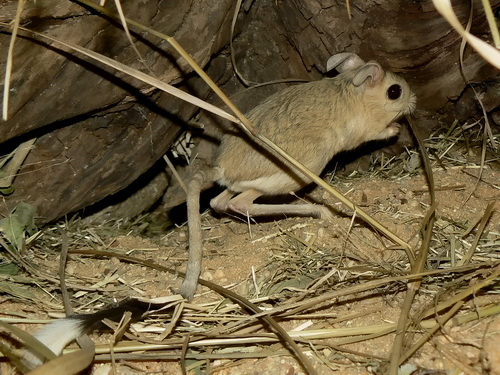
Der Kleine Pferdespringer ist an das Leben im Trockengebiet angepasst
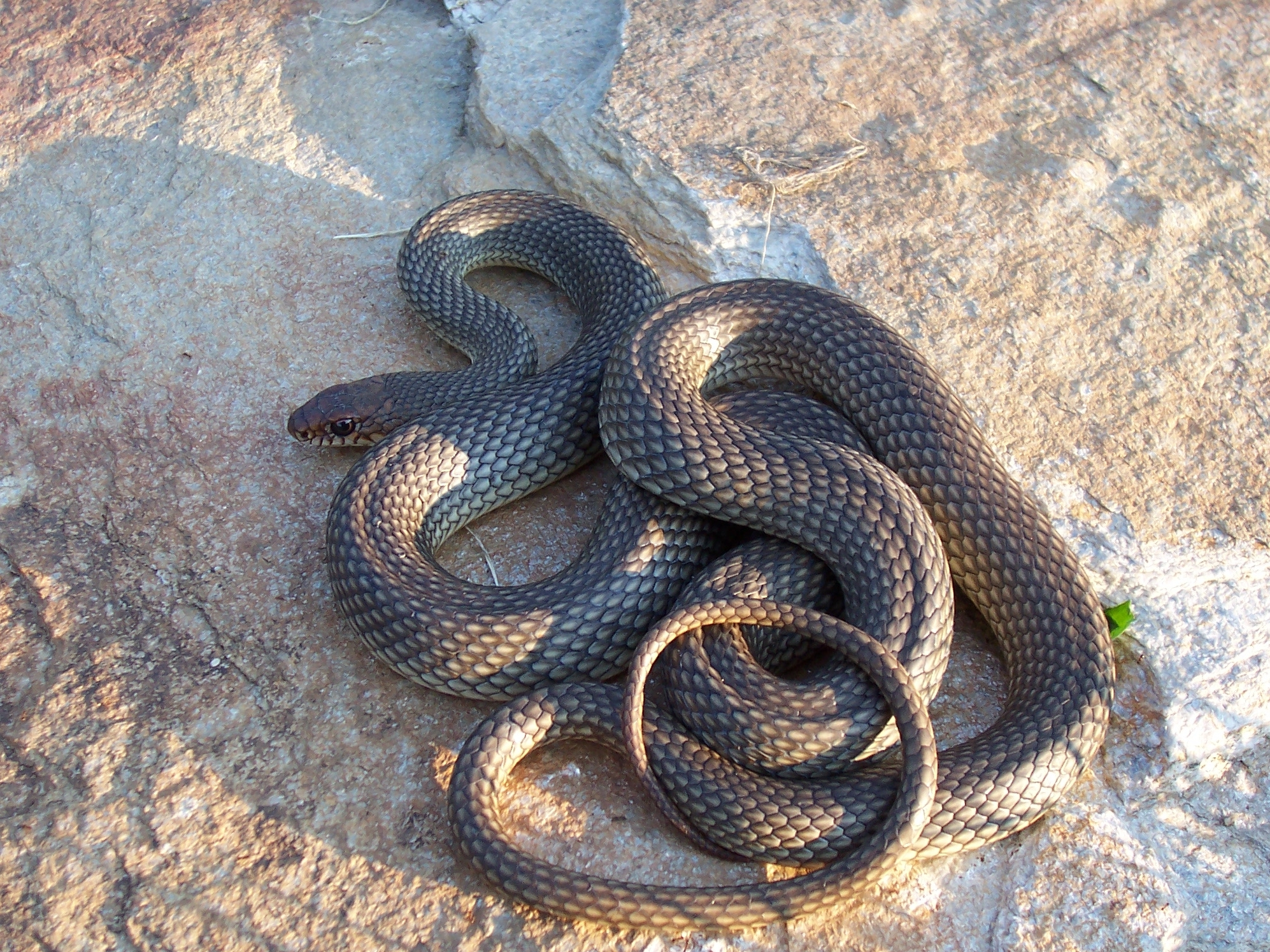
Die endemische Pfeilnatter Coluber caspius
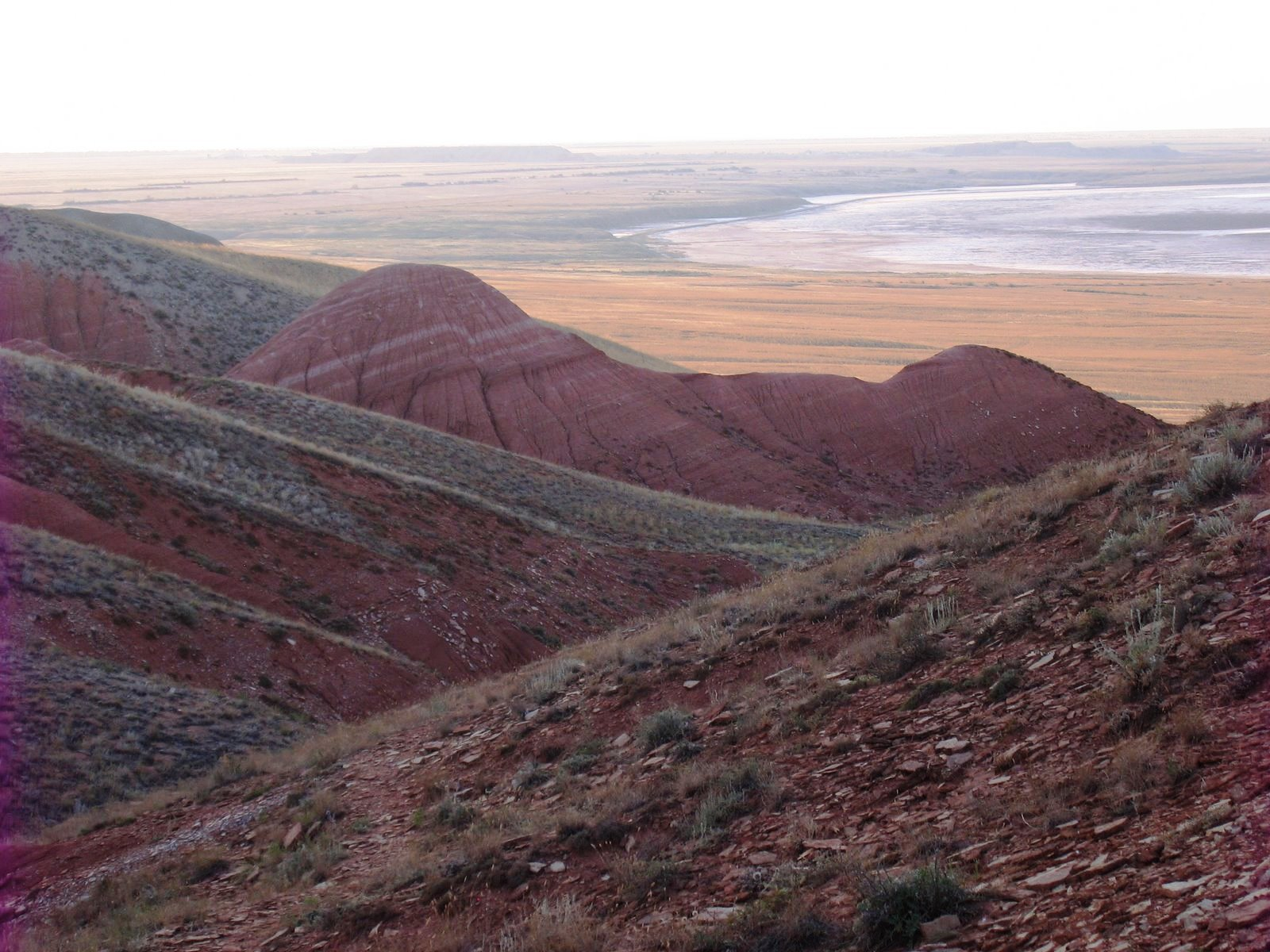
Blick vom Mount Bolshoye Bogdo auf den Baskuntschak-See
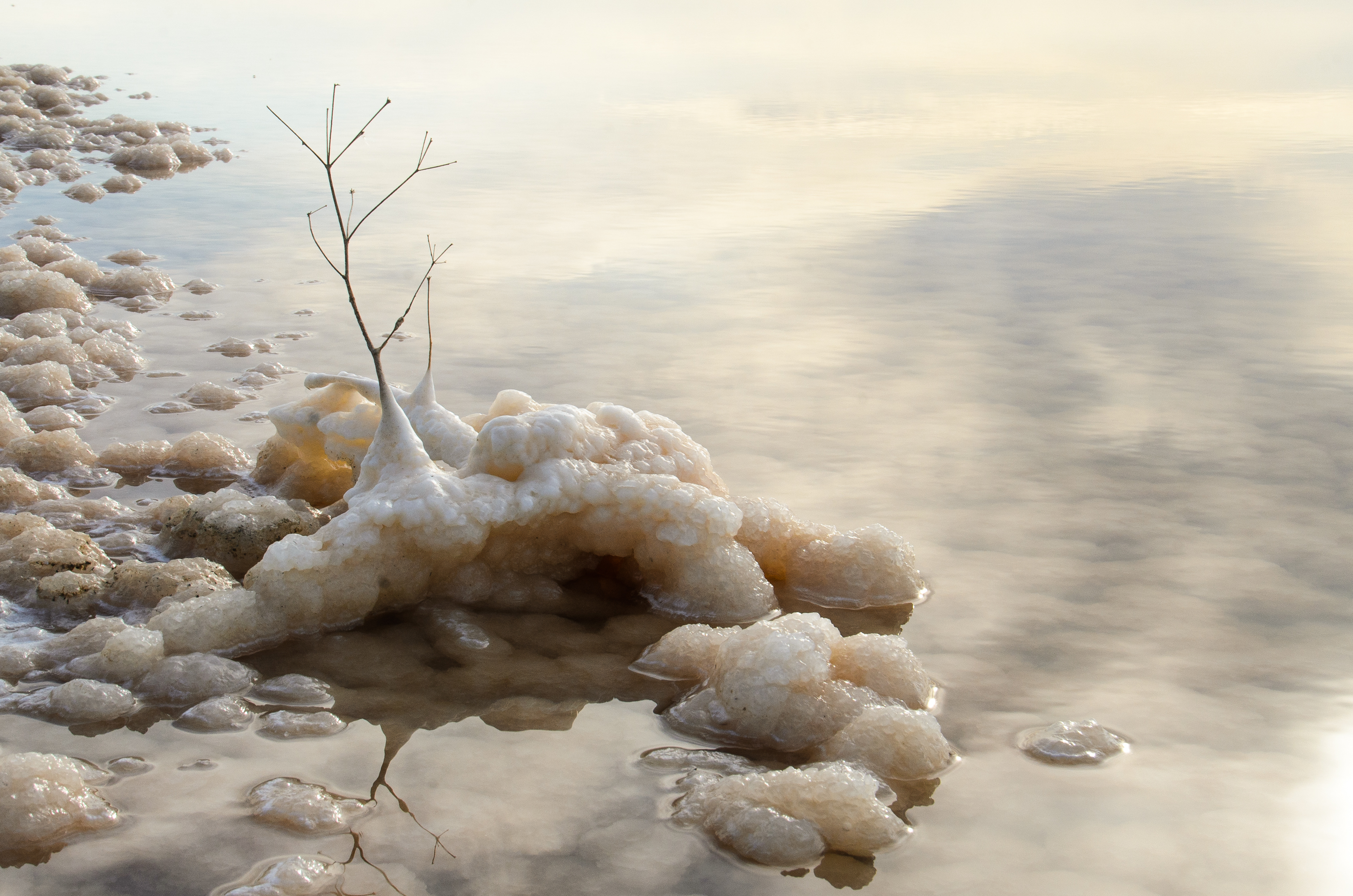
Salzgebilde am Ufer des Baskuntschak-Sees
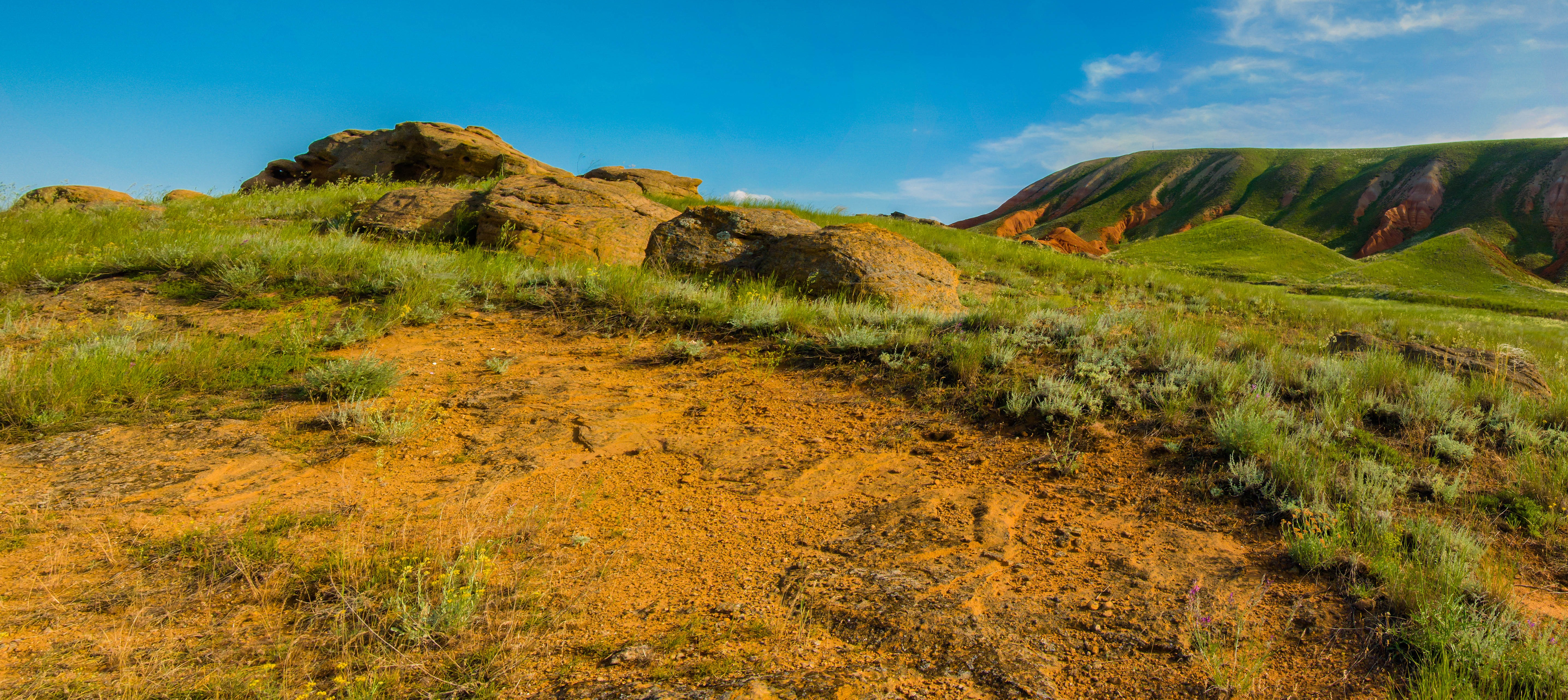
Die Halbwüste beheimatet unter anderem zahlreiche, seltene Pflanzenarten
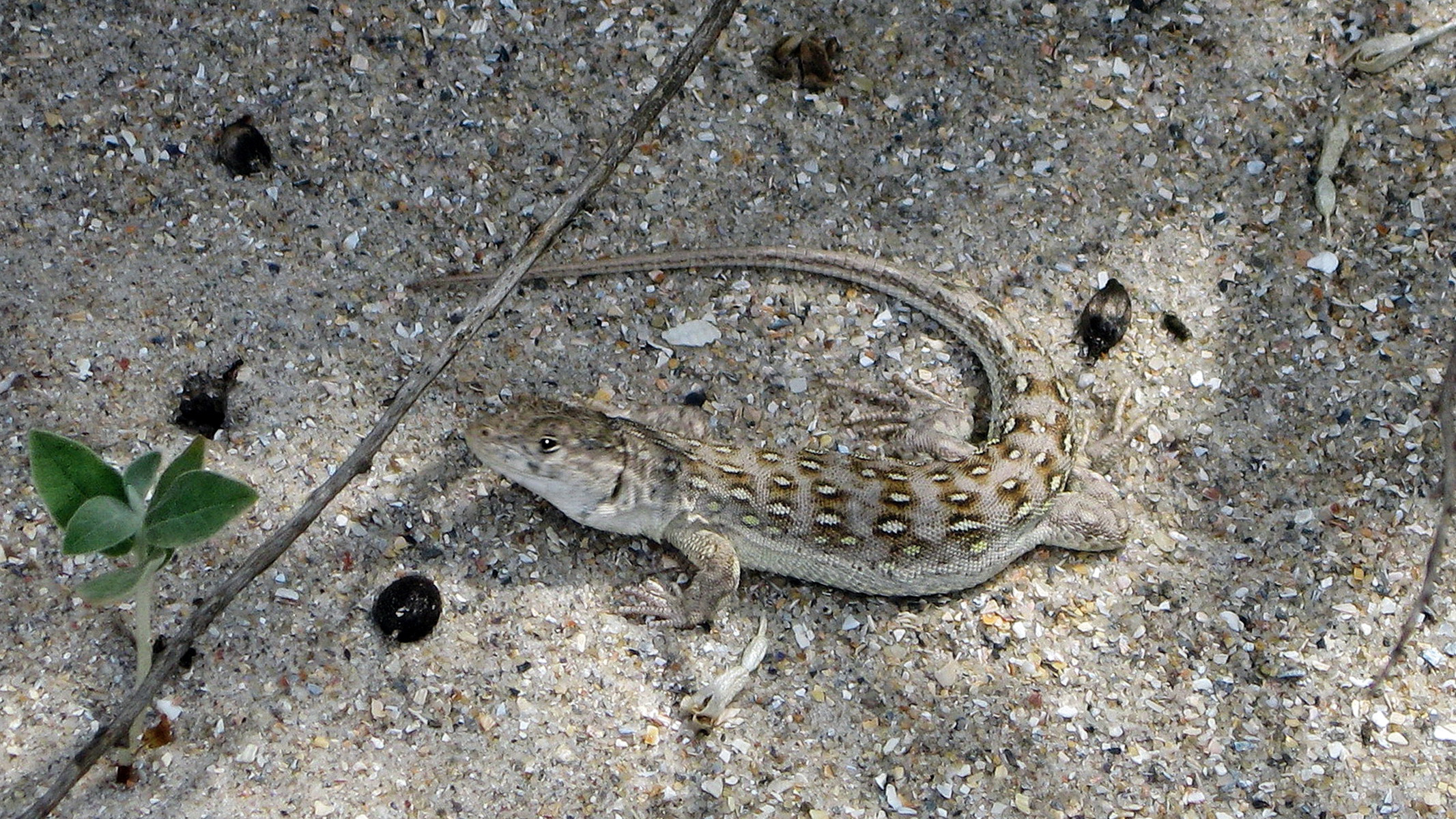
Der Steppenrenner, eine Eidechse aus der Gattung der Wüstenrenner
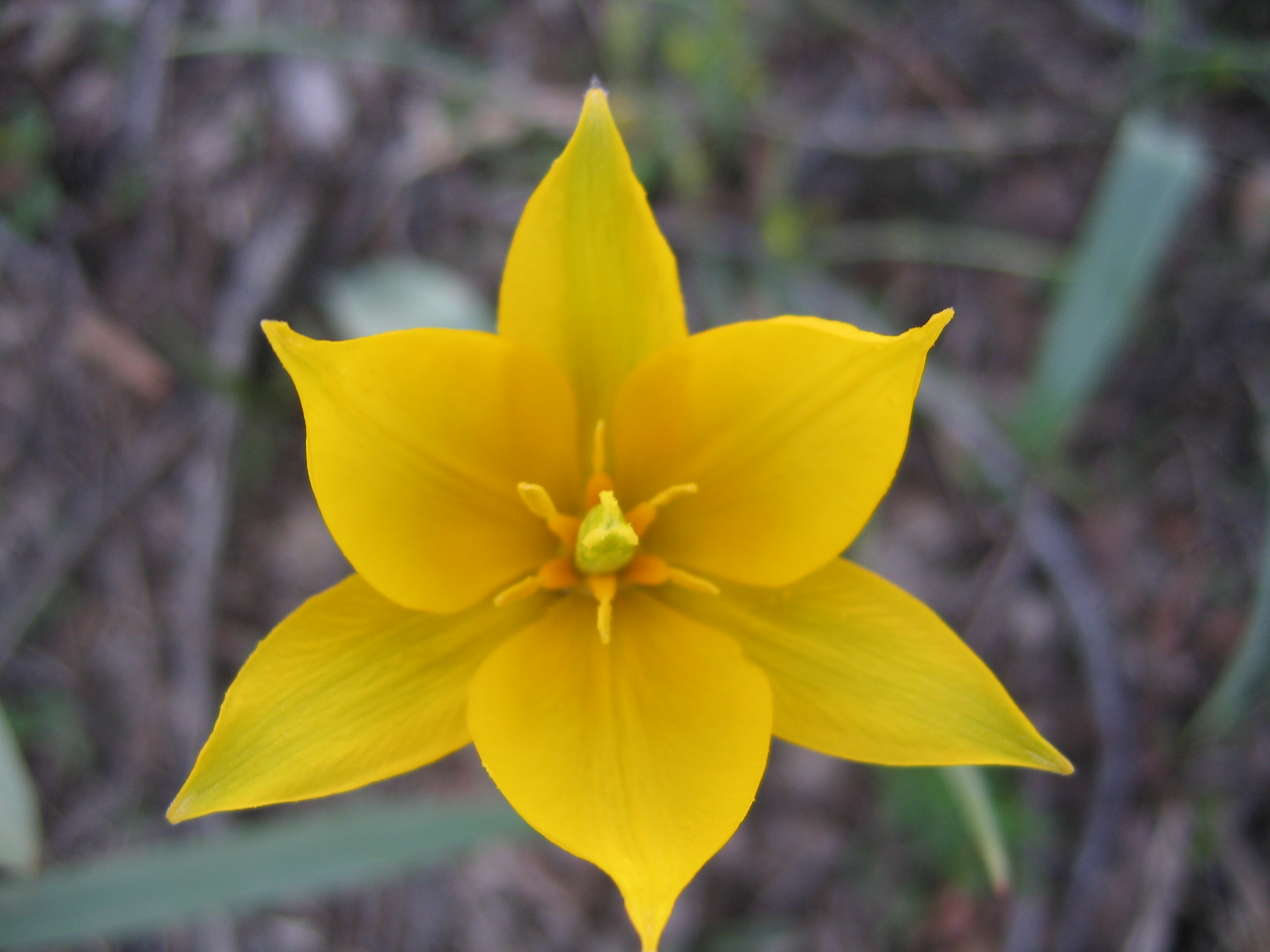
Die seltene Tulpenart Tulipa biebersteiniana
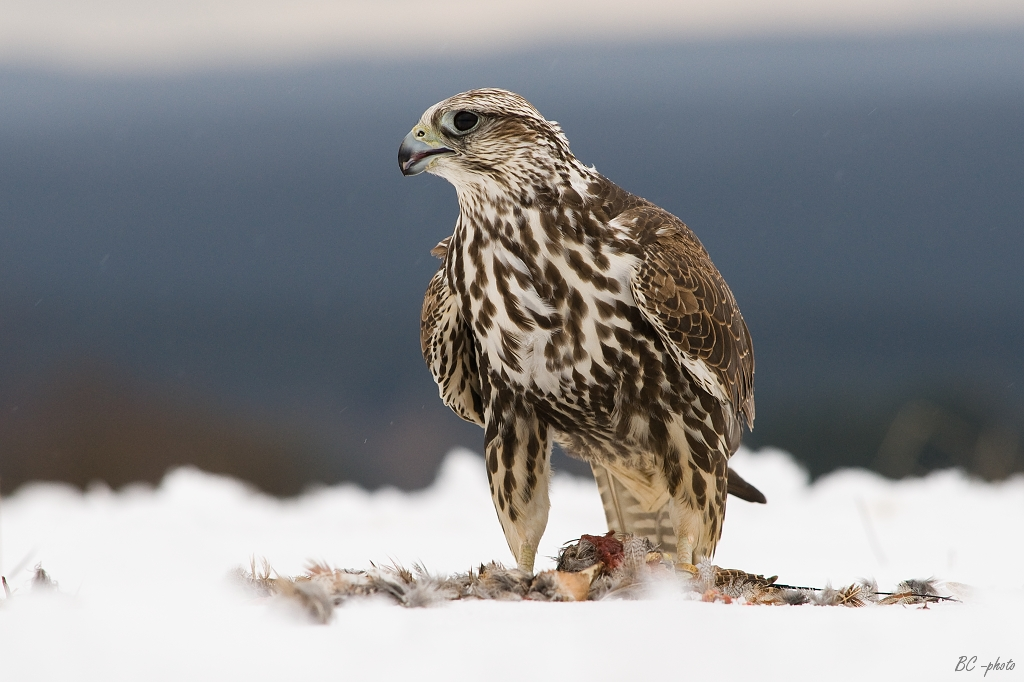
Sakerfalke Falco cherrug
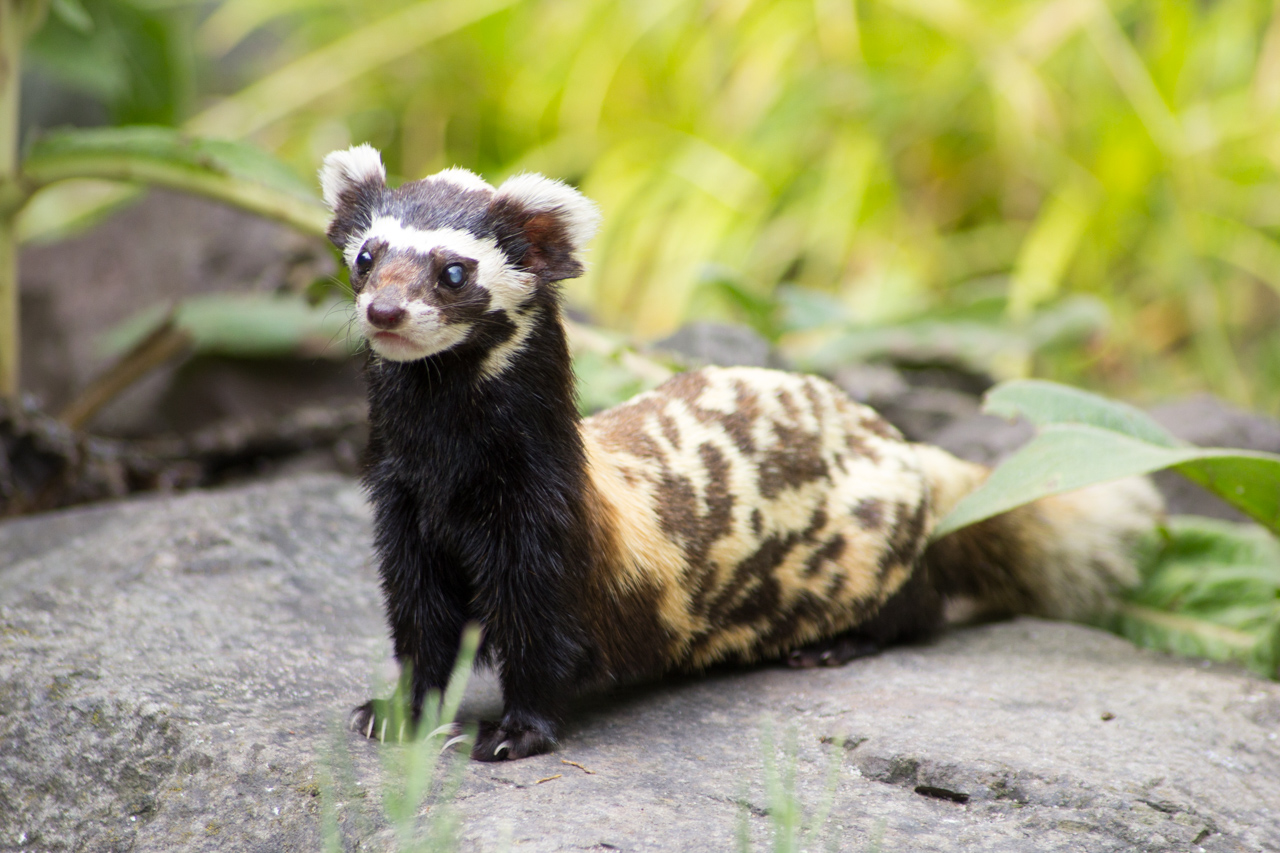
Der seltene Tigeriltis lebt ebenfalls im Schutzgebiet